# Luigi Razza
Luigi Razza (n. en Vibo Valentia el 12 de diciembre de 1892 – f. en El Cairo el 6 de agosto de 1935) fue un político italiano. Fue Ministro de Obras Públicas durante el gobierno de Benito Mussolini. Murió en un accidente aéreo mientras se dirigía a la entonces colonia de Eritrea.

## Biografía
Luigi Razza nació en Monteleone, en la actualidad Vibo Valentia, una localidad situada en la región meridional de Calabria. Su padre, agente de custodia, fue transferido a Noto, en Sicilia, donde el entonces joven Razza realizó sus primeros estudios, graduándose en 1912. A continuación se transfirió a Milán, donde conoció a Filippo Corridoni y se graduó en Leyes. 
Cuando estalló la Primera Guerra Mundial, Razza sufrió por insuficiencia torácica, pese a lo cual combatió en Trentino y en Monte Cimone. En este periodo colaboró activamente con las publicaciones de trinchera, testimoniando sobre las atrocidades del conflicto. 
Tras la guerra, fue redactor en Trento del periódico socialista "Il Popolo" (El pueblo), fundado en 1900 por Cesare Battisti. Como periodista prestó atención a la situación de miseria de los campesinos y los emigrantes del sur. En 1928, cuando la confederación nacional de sindicatos fascistas fue dividida en seis confederaciones, Razza asumió la secretaría de la de los trabajadores agrícolas. A continuación fue nombrado comisario de las emigraciones internas. 
Con el ascenso del fascismo, Razza adhirió a los ideales del sansepolcrismo, y tras la Marcha sobre Roma fue miembro del Gran Consejo Fascista y del Consejo Nacional de las Corporaciones. El 24 de enero de 1935 fue nombrado Ministro de Obras Públicas del gobierno de Mussolini, ocupando el cargo hasta el 6 de agosto del mismo año, cuando falleció en El Cairo en un accidente aéreo cuando se dirigía, en compañía de Raimondo Franchetti, a Eritrea.
Conoció a Gabriele d'Annunzio, quien se refirió a él en términos elogiosos.